# 2020年1月のイランによる在イラク米軍基地攻撃
2020年1月のイランによる在イラク米軍基地攻撃（2020ねん1がつのいらんによるざいいらくべいぐんきちこうげき、英語: January 2020 Iranian attack on American military bases in Iraq）は、2020年1月8日にイラン・イスラム共和国のイスラム革命防衛隊（IRGC）が、イラク共和国西部のアンバール県にありアメリカ軍が駐留するアル・アサード航空基地とアルビールの空軍基地を対象として複数の弾道ミサイルを発射した攻撃である。IRGCは30発以上のミサイルを発射したと発表し、アメリカ国防総省（ペンタゴン）はアル・アサード航空基地とアルビール空軍基地の両方が攻撃されたことを確認した。後に、1発の弾道ミサイルがアルビール国際空港に不発弾として着弾し、もう1発はアルビールの西約30キロメートル地点に着弾した。いずれの攻撃でも死傷者は出なかったとされたが、同年1月下旬のアメリカ国防総省の発表によれば、軍事基地への攻撃でアメリカ兵64人が負傷。いずれも外傷性脳損傷や脳震盪の診断を受けていたことが明らかになっている。 
イスラム革命防衛隊は、この攻撃はアメリカ合衆国によるガーセム・ソレイマーニーの暗殺に対する報復であると述べた。 
国営の報道機関であるイラン学生通信が報じるところによると、イランは「数十の地対地ミサイル」を航空基地目掛けて発射し、攻撃声明を発表した。イラン学生通信は、この攻撃は「殉教者ソレイマニ作戦（Operation Martyr Soleimani）」と題された軍事作戦の始まりであり、ミサイルの発射に使用された暗号略号は「Oh, Zahra」であったとも報じた。 
アメリカ合衆国当局は、これらの弾道ミサイルがイラン国内からイラクの複数箇所を標的として発射されたことを確認した。着弾直後の犠牲者は報告されていない。 
イラン国営テレビは、在イラク米軍基地を攻撃する際中だと主張する動画を公開した。

## 背景
ロイター通信は、2019年12月3日にアル・アサード航空基地に5発のミサイルが着弾したものの、負傷者は出なかったと報道していた。一方、2020年1月3日の同通信社の記事によると、「防衛政策筋」と「付近の町の地元当局者」らは、去年12月の報道は虚偽であると話した。 

## 反響
オバマ政権の元メンバーであるフィル・カーターは、「イラクのアメリカ軍基地に対する短距離ミサイル攻撃」は自身の政権入り当時は「よくあること (commonplace）」であったと述べた。彼はさらに次のように述べた: 「確かに、サドル市からの短距離ミサイル発射とイランからの中距離ミサイル発射はかなり違うと認められますが、ここは戦術的な忍耐力で冷静さを保ちましょう」
連邦航空局は、アメリカ合衆国の民間航空会社がイラク、イラン、ペルシャ湾、オマーン湾の上空での運航を禁止するノータムを発効した。 
オーストラリアのスコット・モリソン首相は、 オーストラリア国防軍司令官のアンガス・キャンベルに、イラクのオーストラリア軍と外交官を「守るために必要なあらゆる行動をとる」ように命じた。

## 関連記事
- バグダード国際空港攻撃事件 (2020年)
- ウクライナ国際航空752便撃墜事件